# آتالا
آتالا شهری است در ایالت آلاباما در کشور آمریکا.

## مکان
آتالا در موقعیت () قرار دارد.
با توجه به اطلاعات اداره آمار آمریکا مساحت آن در حدود ۱۷٫۳ کیلومترمربع است.

## مردم‌شناسی
با توجه به آمار سال ۲۰۰۰ جمعیت آن ۶۷۹۵ نفر، ۲۶۷۲ خانواده در آن ساکن هستند.تعداد ۲۹۱۴ واحد خانه در هر مساحت تقریبی (۱۶۸،۷akm²) قرار دارد.
۲۳،۷% درصد از خانواده‌های فرزند زیر ۱۸ سال داشتند که از این تعداد ۴۷،۶% درصد زوج بوده و ۱۶،۴% درصد زنان بدون شوهر و ۳۱،۵% درصد نیز غیر خانواده بودند.
متوسط درآمد یک خانواده در حدود ۳۹،۵۴۹ دلار آمریکا است و زنان درآمد متوسط ۳۰،۶۰۵ دلار آمریکا و مردان درآمد متوسط ۱۹،۶۹۳ دلار آمریکا بدست می‌آورند.